# غلوكونات النحاس
 غلوكونات نحاس مركب كيميائي له الصيغة C12H22CuO14 ، وهو ملح النحاس لـحمض الغلوكونيك.

## الخواص
- ينحل غلوكونات النحاس في الماء.
- وجد أن لغلوكونات النحاس تأثيراً مع ثلاثي إيثانول أمين في حبس عقار إيرينوتيكان Irinotecan داخل ليبوسوم الخلايا، حيث أن العقار يستخدم لعلاج مرض السرطان.[3]

## التحضير
يحضر غلوكونات النحاس من تفاعل غلوكونات الصوديوم مع كبريتات النحاس الثنائي.

## الاستخدامات
- يستخدم غلوكونات النحاس كمكمل غذائي Dietary supplement من أجل علاج نقص النحاس Copper deficiency.